# Tsumairi
Tsumairi o Tsumairi-zukuri (妻入・妻入造?) es una estructura arquitectónica tradicional japonesa en la que el edificio tiene su entrada principal en uno o los dos lados del gablete (妻 tsuma?). 

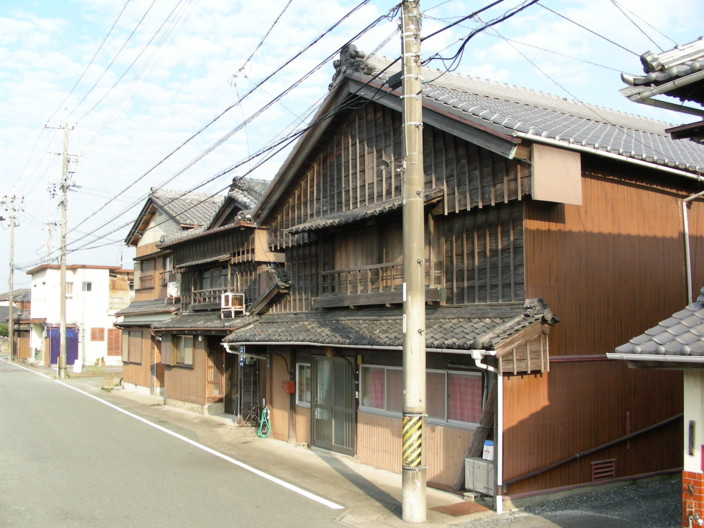
En el estilo tsumairi, la entrada está en el lado a dos aguas (gablete).

Lo opuesto al tsumairi es el hirairi, donde la entrada se construye en uno de los lados del edificio y el eje de aproximación está en ángulo recto con la arista del techo. En las casas típicas minka, los hirairi son más utilizados usualmente que los tsumairi.
Los estilos arquitectónicos sintoístas kasuga-zukuri, taisha-zukuri y sumiyoshi-zukuri pertenecen a este tipo.